# The Last Starfighter
The Last Starfighter (titulada: El último guerrero en México, El último guerrero estelar en Hispanoamérica y Starfighter: la aventura comienza en España) es una película estadounidense de aventuras y ciencia ficción de 1984 dirigida por Nick Castle. Está considerada como una película de culto y como fielmente representativa de la así llamada Generación X. La película está protagonizada por Lance Guest, Catherine Mary Stewart y Norman Snow, pero también destacan en ella algunos actores secundarios, como Dan O'Herlihy, Robert Preston o Barbara Bosson. La banda sonora corrió a cargo de Craig Safan.

## Sinopsis argumental
Alex Rogan (Lance Guest) es un joven sencillo que vive con su madre (Barbara Bosson) y con su hermano pequeño Louis (Chris Hebert) en un parque de caravanas. Hastiado de sus infortunios mundanos sueña con ir a la universidad para hacer algo diferente con su vida. Aparte de su familia, su vida gira alrededor de su novia Maggie (Catherine Mary Stewart) y de una máquina de videojuegos de arcade que simula un combate espacial. Sin embargo una noche, revisando el correo, descubre que su postulación ha sido rechazada. Tras enterarse de la noticia recibe la visita de un curioso personaje llamado Centauri quien en realidad es un extraterrestre que pretende reclutarlo para luchar en la Liga Estelar como el último de los Starfighters o Guerreros Estelares vivientes, para salvar el planeta Rylos de ser invadido por Xur (Norman Snow), autoproclamado emperador de Kodan, y de paso también para salvar toda la galaxia, incluyendo el planeta Tierra, hogar de Alex y de la especie humana. La razón es que el videojuego es, en realidad, una prueba creada por Centauri para encontrar pilotos competentes, y Alex es el único humano que ha conseguido superar la prueba.
Centauri consigue convencerle para que visite la base que alberga a los Gunstars (literalmente: 'armas estelares'), las naves de combate que utiliza la Liga Estelar para defenderse de la invasión de Xur, y deja en su lugar a un androide con la apariencia de Alex para que nadie descubra su ausencia.
Tras un ataque a la base de los guerreros estelares Centauri muere, al tiempo que Alex conoce a Grig (Dan O'Herlihy), su copiloto extraterrestre que lo llevará a la aventura definitiva contra las Fuerzas del Imperio Kodan. Después de dejar la hecatombe con los extraterrestres invasores que huyen con la cola entre las piernas, Alex regresa a la base y se encuentra con que Centauri no había muerto, sólo necesitaba un descanso. En manada, por no decir muchedumbre, el pueblo de Rylos agradece a Alex por su victoria y le ruegan que se quede para rehacer la flota de guerreros como su máximo dirigente.
Aun sin creer lo que acaba de vivir, Alex acepta el ofrecimiento, no sin antes regresar a la Tierra, al parque de caravanas, para buscar a Maggie, el amor de su vida, despedirse de su familia y de sus amigos, que con mucho gusto le dan su despedida y sus parabienes para su nueva vida en el espacio.
Alex y Maggie se alejan en la nave espacial mientras el pequeño Louis se dirige al arcade que contiene el videojuego del último Starfighter: el último guerrero estelar.

## Legado
La película fue un éxito de taquilla y, con el tiempo, se ha convertido en un clásico de la ciencia ficción. Pese a la reticencia de algunos críticos de la época, que no dieron una gran relevancia a esta obra, The Last Starfighter es una de las primeras películas en las que se recurrió a imágenes generadas por computadora. Tron (1982), de dos años antes, también había recurrido a esta técnica, pero ambas películas fueron, en los años 1980, pioneras en este ámbito de los efectos especiales.
Como curiosidad, en la película, aparece un joven Wil Wheaton que pocos años después interpretaría al personaje Wesley Crusher en la serie televisiva de ciencia ficción Star Trek: La nueva generación. Otro villano recurrente de esta franquicia es Gul Dukat interpretado por Marc Alaimo, quien encarna al primer asesino extraterrestre que intenta eliminar a Alex.